# La Tempête (film, 2010)
Pour les articles homonymes, voir La Tempête et The Tempest.
Pour plus de détails, voir Fiche technique et Distribution.
La Tempête (The Tempest) est un film américain, inspiré de la pièce du même nom de William Shakespeare, réécrit et réalisé par Julie Taymor, sorti en 2010.
Le personnage principal dans le film devient une femme du nom de Prospera, à la place de Prospero.

## Synopsis
Autrefois duchesse de Milan, la sorcière Prospera vit recluse sur une île en compagnie de sa fille unique Miranda. Grâce à la magie, elle est maître d'Ariel, esprit positif de l'air et du souffle de vie et de Caliban, être négatif symbolisant la terre, la violence et la mort. Avec leur aide, elle va faire subir à des naufragés responsables de son exil diverses épreuves.

## Fiche technique
Sauf indication contraire, les informations mentionnées dans cette section peuvent être confirmées par la base de données cinématographiques IMDb,  présente dans la section « Liens externes ».
- Titre original : The Tempest
- Titre français : La Tempête
- Réalisation et scénario : Julie Taymor, d'après la pièce La Tempête de William Shakespeare
- Photographie : Stuart Dryburgh
- Costumes : Sandy Powell
- Pays d'origine :  États-Unis
- Langue originale : anglais
- Format : couleur - 35 mm - 2,35:1 - son Dolby Digital
- Genre : comédie dramatique, romance
- Durée : 110 minutes
- Dates de sortie[1],[2] :
  - Italie : 11 septembre 2010 (Festival du film de Venice - avant-première)
  - États-Unis : 10 décembre 2010 (sortie limitée)
  - France : 12 décembre 2012 (en VOD) ; 13 décembre 2012 (sorti directement en DVD / Blu-ray)

## Distribution
- Helen Mirren (VF : Susan Sindberg) : Prospera
- Felicity Jones (VF : Gabrielle Jeru) : Miranda
- Reeve Carney (VF : Rémi Caillebot) : le prince Ferdinand
- Alfred Molina (VF : Sylvain Lemarié) : Stephano
- Russell Brand (VF : Jean-Francisco Gil) : Trinculo
- Djimon Hounsou (VF : Frantz Confiac) : Caliban
- Chris Cooper (VF : Hervé Furic) : Antonio
- Alan Cumming (VF : Vincent Violette) : Sebastian
- Tom Conti (VF : Gérard Boucaron) : Gonzalo
- David Strathairn (VF : Olivier Angèle) : Alonso
- Ben Whishaw (VF : François Creton) : Ariel

 Source et légende : version française (VF) sur RS Doublage et selon le carton du doublage français sur le DVD zone 2.